# Rochinia hystrix
Rochinia hystrix är en kräftdjursart som först beskrevs av William Stimpson 1871.  Rochinia hystrix ingår i släktet Rochinia och familjen Pisidae. Inga underarter finns listade i Catalogue of Life.